# El Verdugo
El Verdugo (em castelhano no original) é um conto trágico do escritor francês Honoré de Balzac publicado em 1830 na revista La Mode, depois em volume nas edições Gosselin em 1831. Figura nos Estudos filosóficos da Comédia Humana. Segundo Paulo Rónai, "[o] amor do romancista pelo horrível, herdado do "romance negro" [roman noir] e de Hoffmann, chega aqui ao extremo."

## Personagens
- Victor Marchand, jovem comandante do exército de Napoleão;
- Clara, filha do marquês de Léganès em Menda. Ela tem sentimentos, que são correspondidos, por Victor;
- Marquês de Léganès, senhor espanhol de Menda;
- Juanito, filho do marquês e irmão de Clara. Ele será El Verdugo: o executor, em espanhol.

## Enredo
Durante a guerra napoleônica na Espanha, o comandante francês Victor Marchand (Vítor na tradução brasileira organizada por Paulo Rónai) e suas tropas têm a missão de vigiar a pequena vila espanhola de Menda. Quando ela se revolta, Marchand tem sua vida salva graças a Clara, a filha do marquês de Léganès, soberano de Menda. A revolta é reprimida com ferocidade e a família de Léganès é condenada à morte. 
Marchand obtém de seu superior a vida de um dos filhos de Léganès, se ele aceitar ser o executor da família. Forçado por seu pai, Juanito aceita e executa um por um os membros da sua família. Quando chega a vez de decapitar Clara, Victor propõe-lhe casamento para ter a vida salva. Ela se recusa. Finalmente, quando resta a Juanito apenas executar sua mãe, ele cede. Esta última, percebendo o fraquejar do filho, se suicida, atirando-se de cabeça sobre um rochedo, para abreviar a dura missão do filho. Juanito poderá, então, ter descendentes da família.